# Erik Killmonger
Erik Killmonger là nhân vật siêu phản diện hư cấu xuất hiện trong sách truyện tranh Mỹ và được phát hành bởi Marvel Comics. Được tạo ra bởi Don McGregor và Rich Buckler, nhân vật lần đầu tiên xuất hiện trong truyện Jungle Action vol. 2, chương 6 (tháng 9 năm 1973). Killmonger có tên khai sinh là N'Jadaka, kẻ thù của Black Panther.
Michael B. Jordan lần đầu tiên thủ vai nhân vật này trong bộ phim Black Panther (2018).